# Alsóbiharkristyór
Alsóbiharkristyór település Romániában, Bihar megyében,  Vaskohtól délkeletre, Vaskoh és Kalugyer között.

## Nevének eredete
Nevét az itt folyó Kristyorel-patakról vette. Alsó előtagját megkülönböztetésként kapta Felsőkristyórtól, Bihar előtagja pedig a megyét, tájegységet jelöli.

## Története
Alsóbiharkristyór nevét az oklevelek 1320-ban említették először, ekkor még Zaránd néven, később pedig Zaránd-Kristyor néven, majd csak Kristyor néven, s Kristyornak írták még a 20. század elején is. Első ismert birtokosa Pál országbíró volt, később pedig a Csanád nemzetség tagjainak birtoka lett, tőlük pedig a nagyváradi 1. számú püspökség szerezte meg. A 20. század elején is a püspökség volt birtokosa.
Az 1800-as években már két község alakult itt: Alsó- és Felső-Kristyor, és a vaskohi járás egyik körjegyzősége volt. Az 1900-as évek elején a település lakói túlnyomórészt románok, s görögkeleti vallásúak voltak. Házak száma ekkor 182, lakosaié 1320 volt.
A trianoni békeszerződés előtt Bihar vármegye Vaskohi járásához tartozott.

## Nevezetességek
- Görögkatolikus temploma 1833-ban épült.